# Йёргенсен, Поуль Пребен
Поуль Пребен Йёргенсен (дат. Poul Preben Jørgensen; 17 февраля 1892, Нюкёбинг — 6 октября 1973, Копенгаген) — датский гимнаст, бронзовый призёр летних Олимпийских игр 1912 года в командном первенстве по произвольной системе.